# Ванька-Каин
Ва́нька-Ка́ин (Ива́н О́сипов, 1718 — после 1755) — вор, разбойник и московский сыщик, ставший легендарным героем воровских приключений и удальства.

## Биография
Иван Осипов сын родился в 1718 году в семье крепостного крестьянина Осипа Павлова сына в селе Ивашево (позднее относилось к Ростовскому уезду Ярославской губернии, а ныне — административный центр Ивашевского сельского поселения Ильинского района Ивановской области), принадлежавшем гостиной сотни купцу Петру Дмитриеву сыну Филатьеву. В ходе изучения материалов первой ревизии (переписи населения) о ростовском поместье купцов Филатьевых, в которое входило 12 населенных пунктов с центром в селе Ивашеве, удалось обнаружить только одного крестьянина с таким именем, жившего в деревне Болгачиново (ныне в Аньковском сельском поселении Ильинского района Ивановской области). В 1720 году у Осипа Павлова сына родился сын Прокофий (по данным ревизии 1748 года взят в рекруты), а в 1722 году — сын Иван (по данным ревизии ему 2 месяца). Очевидно, это и есть будущий Ванька-Каин.
В 13 лет переведён в Москву к владельцу деревни. В 1735 году, обокрав своего господина, бежал из господского дома, но на следующий день был схвачен и возвращён обратно. Помещик приказал оставить беглеца без пищи и приковать цепью возле медведя, сидевшего на привязи во дворе. Дворовая девка, которая приходила кормить медведя, поведала Ивану о том, что по вине Филатьева или кого-то из дворни был убит солдат и что хозяин, чтобы скрыть следы преступления, приказал бросить труп в вырытый во дворе колодец. Иван воспользовался удачным случаем и, когда господин приказал сечь беглеца, закричал «слово и дело», от чего тот «в немалую ужесть пришел». Когда же Иван был доставлен в Московскую контору тайных разыскных дел в селе Преображенском, он рассказал об убийстве солдата графу Семёну Андреевичу Салтыкову. Информация подтвердилась, после чего он был освобожден.
Затем попал в воровской притон «под Каменным мостом», где жил известный дворянин-вор Болховитинов. Позже, примкнул к шайке московских карманников Сашки Мыза, обитавшего близ Сивцева Вражка и стал чистить карманы на торговых переправах через Москву-реку. После целого ряда смелых похождений в Москве был арестован, но ему помог совершить побег Пётр Романов сын, по прозвищу «Камчатка». В 1738 году он отправился на Волгу, где примкнул к понизовой вольнице и разбойничал в шайке известного атамана Михаила Зари.
В конце 1741 года он вновь оказался в Москве, 28 декабря 1741 (8 января 1742) года пришёл в Сыскной приказ и объявил, что он является вором и знает других воров и разбойников, не только в Москве, но и в других городах, предложив государевым людям помощь в их поимке. Предложение Ваньки-Каина было принято. В тот же день Каин привел сыскного чиновника протоколиста Петра Донского с солдатами в Зарядье и указал тайную пещеру, отрытую на речном склоне у Москворецких ворот, где был беглый извозчик Алексей Соловьев, в тот самый момент, когда Соловьев заканчивал список «товарищей» для сдачи их полиции. Когда Ванька сдал полиции 37 преступников, ему было присвоено звание доносителя сыскного приказа, а 17 (28) февраля 1742 года в его распоряжение для проведения облав была дана военная команда из 3 солдат. В 1744 году деятельность «доносителя Каина» была защищена особым сенатским указом. Этим указом властям вменялось в обязанность оказывать Каину всякое содействие, препятствий ему не чинить и доносам на него не давать официального хода.
Ванька выдавал и ловил мелких воришек, но укрывал крупных воров; преследуя старообрядцев, вымогал у них деньги; купил в московском Зарядье дом и открыл там игорный дом; не останавливался и перед открытым грабежом. Ловил на недовесе казённых торговцев солью, торговцев запрещенными или краденными товарами, а потом, взяв с них дань, отпускал. Большинство служащих Сыскного приказа, от членов приказа до мелких писцов, были у него на откупе и способствовали ему. Под покровительством Ваньки-Каина число беглых, воров, мошенников и грабителей увеличивалось в Москве с каждым днём. 8 (19) августа 1748 года Ванька-Каин арестовал Петра Камчатку, которого били кнутом и сослали навечно на рудники в Оренбургскую губернию. Всего за 1741—1748 год с помощью доносов Ваники-Каина было поймано около 300 и осуждено в Сыскном приказе на различные наказания 125 преступников, из которых дворовыми людьми было только 4 человека.
Это скопление огромного числа людей, живших воровством, грабежом, а иногда и убийствами, в конце концов выразилось общественным бедствием. Весною 1748 года в Москве начались повсеместные пожары и разбои, которые навели ужас и на Санкт-Петербург. В паническом страхе жители Москвы выбирались из домов, выезжали из города и ночевали в поле. В Москву был послан генерал-майор А. И. Ушаков с войском; под его председательством была учреждена особая следственная комиссия, действовавшая 3 месяца. Во время существования этой комиссии Ванька-Каин продолжал свою преступную деятельность, но уже не так свободно, как прежде. Тем временем появлялись новые деятели, которые уже не способствовали ему. К тому же он столкнулся с сильной в то время сектой скопцов. Команда Ушакова, предупреждая поджоги, ловила всех подозрительных людей и приводила их не в сыскной приказ, а прямо в комиссию, где их допрашивали, благодаря чему постепенно стала раскрываться преступная активность Ваньки-Каина.
В 1748 году Ванька-Каин соблазнил и бросил пятнадцатилетнюю солдатскую дочь. Её отец, солдат Фёдор Тарасов, дошёл до генерал-полицмейстера Москвы Алексея Даниловича Татищева и подал ему жалобу на Каина и на чиновников, которые покрывали преступника. Татищев ходатайствовал об учреждении по этому делу особой комиссии, но не в полиции, а в тайной канцелярии. Ванька пытался оговорить свидетелей, тогда Татищев посадил его в своем доме в сырой погреб на хлеб и воду. Там Ванька-Каин стал давать показания. Руководство Сыскного приказа хотело провести расследование по полной форме, но Татищев Ваньку им не выдал. Эта комиссия просуществовала 4 года, с июня 1749 по июль 1753 года, когда дело Ваньки-Каина было передано в Сыскной приказ, в котором за это время сменился весь личный состав. В Сыскном приказе дело находилось ещё 2 года — до июля 1755 года, когда Ивану Осипову и его помощнику Шинкарке были вынесены смертные приговоры. По указу Сената казнь была заменена наказанием кнутом, Каину вырвали ноздри, выжгли на лбу «В», на левой щеке «О», а на правой «Р» и, заклепав в кандалы, сослали на вечную каторгу в Рогервик (ныне Палдиски, Эстония). Никто из чиновников Сыскного приказа, сотрудничавших с Ванькой, на каторгу не попал, доказать их вину на следствии так и не смогли.
Из Рогервика Ванька-Каин был отправлен в Сибирь, где следы его теряются.

## В литературе
Вскоре после отправления Ваньки-Каина в ссылку появились его жизнеописания, выходившие в нескольких редакциях и под различными заглавиями; они выдержали много изданий и продолжали выходить даже в XIX веке. Первоначально появилась «О Ваньке-Каине, славном воре и мошеннике, краткая повесть» (1775) — краткий безграмотный рассказ неизвестного автора, впоследствии перепечатанный под заглавием «История Ваньки-Каина со всеми его сысками, розысками и сумасбродною свадьбою» (СПб., 1815 и 1830).
Затем появился более подробный рассказ, озаглавленный «Обстоятельная и верная история двух мошенников: первого — российского славного вора… Ваньки-Каина, со всеми его сысками, забавными разными его песнями и портретом его; второго — французского мошенника Картуша и его сотоварищей» (Матвей Комаров, СПб., 1779 и позже). В народе было известно множество песен, которым приписывалось авторство Ваньки-Каина; последней из них по времени считается знаменитая песня «Не шуми, мати, зелёная дубравушка». Многие из этих песен Матвей Комаров включил в свой роман; некоторые из них явно литературного происхождения. Уже из романа Комарова при позднейшей переработке эти песни перешли в анонимную автобиографию Ваньки-Каина; при этом количество песен с каждым изданием менялось от 54 до 64.
Также существует жизнеописание Ваньки-Каина, написанное как автобиография, хотя из архивных данных известно, что он не умел писать. Оно написано народным слогом и озаглавлено: «Жизнь и похождения российского Картуша, именуемого Каином, известного мошенника и того ремесла людей сыщика, за раскаяние в злодействах получившего от казни свободу, но за обращение в прежний промысел сосланного вечно в Рогервик, а потом в Сибирь. Писана им самим при Балтийском порте, в 1764 г.» (СПб., 1785, с приложением песен; под другим заглавием, 1788 и М., 1792). Жизнеописание Ваньки-Каина в этой последней редакции, по изданию 1785 года, но без песен, было перепечатано Григорием Книжником (Г. Геннади), под заглавием: «Жизнь Ваньки-Каина, им самим рассказанная» (СПб., 1859), а с приложением песен — Бессоновым, в «Собрании песен П. В. Киреевского» (вып. 9, Москва, 1872).
Известна лубочная переделка этой последней редакции под названием «История известного пройдохи Ваньки-Каина и постигшего его наказания» (М., 1858; 2-е изд. М., 1870). Лубочные сочинения о Ваньке-Каине и роман Комарова в XVIII веке были особенно популярны среди купечества, а через некоторое время популярность дошла в мещанскую и частично крестьянскую среду.
Литературный Ванька-Каин — не только сыщик-грабитель; он воплощает в себе и тип народного мошенника, разудалого добра молодца. Он не только грабит, но и забавляется, не только хоронит концы, но и глумится над полицией; речь он держит прибаутками, сказками да присказками, душу отводит в песне. Его образ в значительной мере ассимилировался с образом французского разбойника Картуша.
Ваньке-Каину посвящена историческая пьеса драматурга Константина Скворцова «Ванька-Каин». Он является персонажем романа В. Пикуля «Слово и дело».
В фантастическо-историческом рассказе Майка Гелприна "Кабацкая лира" Франсуа Вийон, перед смертью, отдаёт молодому Ваньке-Каину (Ивану Осипову) "кабацкую лиру"- оберег и значок творчества и долголетия.